# Drozdowo (Podlachië)
Drozdowo is een dorp in de Poolse woiwodschap Podlachië. De plaats maakt deel uit van de gemeente Piątnica en telt 690 inwoners.